# Tetraulax gracilis
Tetraulax gracilis är en skalbaggsart som beskrevs av Stefan von Breuning 1938. Tetraulax gracilis ingår i släktet Tetraulax och familjen långhorningar.
Artens utbredningsområde är:
- Kenya.
- Moçambique.

Inga underarter finns listade i Catalogue of Life.